# Col·legi de les Teresianes (Vinebre)
El Col·legi de les Teresianes és un complex religiós que inclou convent i escola gestionada per l'orde de les Teresianes al principi de l'avinguda d'Enric d'Ossó de Vinebre (Ribera d'Ebre) protegit com a bé cultural d'interès local.

## Arquitectura
Edifici de planta rectangular de planta baixa i dos pisos i coberta plana. El frontis es compon simètricament segons tres eixos, que queden definits per obertures d'arc apuntat a la planta baixa, i acabades en punta als pisos superiors. Al centre de la façana hi ha un gran arc apuntat, dins el qual s'hi obre el portal d'arc de mig punt amb una claustra superior. Sobre l'arc hi ha una placa de pedra esculpida en alt relleu amb la imatge de Jesús acollint entre els seus braços a un grup d'infants. La façana de sol ixent està coronada per un campanar de cadireta. L'edifici està revestit amb pedra picada i totes les obertures es troben emmarcades amb carreus de pedra ben escairats. Els diferents nivells venen marcats per una motllura feta de carreus de pedra (iguals als dels emmarcaments), que, com a única decoració, presenta motius romboidals.
Al pati de la dreta de l'entrada al convent, als finestrals interiors, es troben unes reixes de ferro forjat, que són una còpia idèntica de les del convent de Ganduxer de Barcelona, publicades a la plana 63 del llibre "GAUDÍ", de Salvat (La Caixa, 1984). La diferència entre ambdues es troba en que a les de Ganduxer les reixes segueixen el traçat allargat i d'arc fals, mentre que a les de Vinebre, el finestral és rectangular amb un acabat en triangle.

## Història
Tal com consta inscrit al costat de la porta, el convent es començà a construir el 23 de setembre de 1888 i acabà el desembre de 1895. L'última etapa de les obres va ser dirigida per Enric d'Ossó i Cervelló, fundador de les teresianes. En un principi, va tenir com a projecte fer una església que ocupés tot el que és convent, fent el convent al costat. Finalment, però, tot es va unificar en un mateix edifici, construint-se la capella dedicada a Santa Teresa i les aules corresponents a l'ensenyament.
Enric d'Ossó va néixer a Vinebre el 15 d'octubre de 1840, cantà la primera missa a Montserrat el 7 d'octubre de 1867 i fundà la Companyia de Santa Teresa de Jesús el 23 de juny de 1876. Deixà fundats 32 col·legis amb 400 religioses. Entre els col·legis fundats s'hi troba el de Vinebre. Es deia que la imatge que hi ha sobre el portal l'havia de venir a esculpir Gaudí, gran amic d'Enric d'Ossó. Al convent hi acudien les noies d'Ascó i de la Torre, a més de les de Vinebre.